# Robaia
Robaia is een monotypisch geslacht van tweekleppigen uit de  familie van de Nuculanidae.

## Soorten
De volgende soort is bij het geslacht ingedeeld:
- Robaia robai (Kuroda, 1929)